# Keur Momar Sarr
Pour les articles homonymes, voir Sarr.
Keur Momar Sarr (ou Keur Momar Sar ou Kermomarsar) est une localité du nord-ouest du Sénégal devenue commune en 2014 avec comme maire Dioumorou Kâ.

## Histoire
Le village de Keur Momar Sarr aurait été fondé vers les années 1930.

## Administration
Keur Momar Sarr est l'une des quatre sous-préfectures du département de Louga dans la région de Louga. Chef-lieu de l'arrondissement de Keur Momar Sarr, c'est aussi celui de la communauté rurale de Keur Momar Sarr. Les communautés rurales qui appartiennent à l'arrondissement de Keur Momar Sarr sont quatre, le village même de Keur Momar Sarr, Gandé au Sud'Est, Nguer Malal au Sud (sur la route pour la capitale de région Louga), et Syer au Nord-Est.

## Géographie

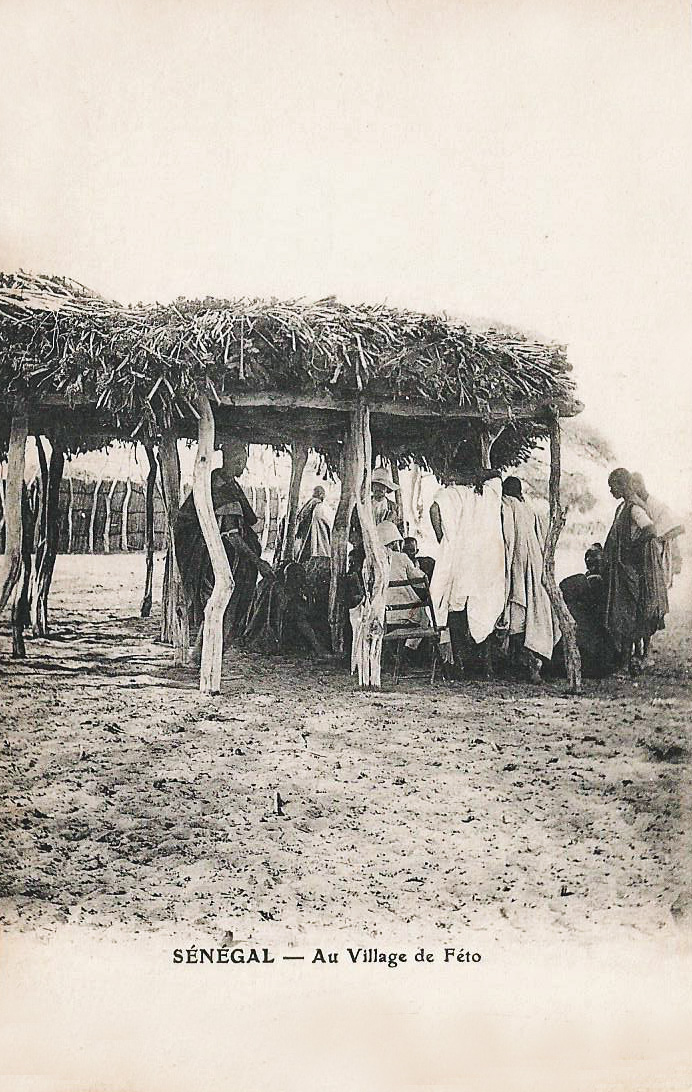
Au village de Féto
(vue historique).

Les localités les plus proches sont Féto, Mérina, Takh, Keur Doungou, Merinaghen, Keur Ousmane Ngaye, Keur Modou Ndiaye, Gankette Guent,Gankette Balla, Guéo, Loboudou Keur Modi Yoro, Darou, Keur Meulo, Maka, Ndothie Seye et de Aïnoumadi.

### Physique géologique
Keur Momar Sarr se trouve au bord du lac de Guiers, qui représente l'une des plus importantes sources de revenus des gens qui habitent dans le village.

### Population
Selon le PEPAM (Programme d'eau potable et d'assainissement du Millénaire), Keur Momar Sarr compte 1 774 habitants et 171 ménages. La population est surtout composée des Wolofs, des Peuls et des Nár (ou Maures), des étrangers d'origines malienne et mauritanienne.

### Éducation
Le village abrite une école maternelle (case des tout-petits), une primaire, un collège depuis 2002, un lycée depuis 2011 et des écoles coraniques.

#### École primaire
Keur Momar Sarr compte une seule école élémentaire dirigée par Djibril Toumb depuis octobre 2001. L'école est créée en 1960 et compte maintenant 13 salles de classe, 16 enseignants et près de 500 élèves.

## Économie
La localité possède une station de pompage, de traitement et de production d'eau potable qui permet l'alimentation de l'agglomération dakaroise. L'usine de traitement d'eau n'emploie pas la majorité de la population avec régularité; souvent les besoins pour des maisons arrivent mais en général les techniciens qui y travaillent viennent d'ailleurs.

### Domaine agricole communautaire
Le domaine agricole communautaire (DAC) de KMS est hors norme avec six (6.000) hectares délibérés par quatre communes de cet arrondissement. Les collectivités locales de Syer, Nguer Malal, Gangué et de Keur Momar Sarr ont mutualisé leur force pour sortir la zone sylvo-pastorale de son sous-développement et de son insécurité alimentaire. Le DAC a la vocation de lutter contre la transhumance et l’exode rural. Le lac de Guiers permet de développer une production végétale avec la disponibilité de l’eau.
Cette ferme pilote d'irrigation dispose de nombreux champs agricoles éparpillés au bord du lac. Les champs sont privés et collectifs et représentent une importante activité pour la plupart des localités riveraines. Mais la prolifération des champs a amené des querelles entre les bergers Peul qui voient leurs accès à l'eau fermés.

### Marché
Le lieu qui apporte le plus d'activités économiques est le marché hebdomadaire. Chaque samedi amène à la localité des gens qui viennent d'un peu partout du Sénégal, mais surtout des alentours. Le commerce reste une activité importante pour la population du village.

#### Institutions de micro-finance
Il y a aussi des mutuelles d'épargne et crédit : comme la MECAPP créée depuis 1998 (faillite en 2013), PAMECAS et CMS installés respectivement en 2008 et 2011.

## Santé
La commune abrite plusieurs postes de santé  et un district sanitaire.

## Sport
Le football et la lutte sont les principales activités sportives menées à Keur Momar Sarr.
Pour le foot, l'équipe du village s'appelle ASC Réveil.